# Sarah Clarková
Sarah Clarková, nepřechýleně Clark (* 3. ledna 1978 Durham, Spojené království) je reprezentantka Spojeného království v judu.

## Sportovní kariéra
S judem začala v 9 letech. V rámci Spojeného království reprezentuje Skotsko. Dlouhá léta byla v pozadí za reprezentační kolegyní Karen Robertsovou, ale přípravu na olympijskou sezonu 2004 měla vydařenější. Svými výkony ve světovém poháru si řekla o místo reprezentační jedničky a start na olympijských hrách v Athénách. Svoje premiéru na velkém turnaji však nezvládla a vypadla v prvním kole. Olympijských her se účastnila celkem třikrát bez jediného vyhraného zápasu.

## Výsledky
| Turnaj             | 1996             | 1997             | 1998             | 1999             | 2000             | 2001             | 2002             | 2003             | 2004             | 2005             | 2006             | 2007             | 2008             | 2009       | 2010       | 2011       | 2012       |
| Turnaj             | 18               | 19               | 20               | 21               | 22               | 23               | 24               | 25               | 26               | 27               | 28               | 29               | 30               | 31         | 32         | 33         | 34         |
| Turnaj             | polostřední váha | polostřední váha | polostřední váha | polostřední váha | polostřední váha | polostřední váha | polostřední váha | polostřední váha | polostřední váha | polostřední váha | polostřední váha | polostřední váha | polostřední váha | lehká váha | lehká váha | lehká váha | lehká váha |
| ------------------ | ---------------- | ---------------- | ---------------- | ---------------- | ---------------- | ---------------- | ---------------- | ---------------- | ---------------- | ---------------- | ---------------- | ---------------- | ---------------- | ---------- | ---------- | ---------- | ---------- |
| Olympijské hry     | —                |                  |                  |                  | —                |                  |                  |                  | úč.              |                  |                  |                  | úč.              |            |            |            | úč.        |
| Mistrovství světa  |                  | —                |                  | —                |                  | —                |                  | —                |                  | úč.              |                  | úč.              |                  | úč.        | úč.        | úč.        |            |
| Mistrovství Evropy | —                | —                | —                | —                | —                | —                | —                | —                | 3.               | 7.               | 1.               | 5.               | 5.               | 2.         | —          | úč.        | 5.         |
| MS juniorů         | 7.               |                  |                  |                  |                  |                  |                  |                  |                  |                  |                  |                  |                  |            |            |            |            |
| ME juniorů         | 7.               |                  |                  |                  |                  |                  |                  |                  |                  |                  |                  |                  |                  |            |            |            |            |